# Gilia crassifolia
Gilia crassifolia là một loài thực vật có hoa trong họ Polemoniaceae. Loài này được Benth. mô tả khoa học đầu tiên năm 1833.